# Премія в галузі фізики частинок і фізики високих енергій
Премія в галузі фізики частинок і фізики високих енергій (англ. High Energy and Particle Physics Prize) — наукова нагорода від Європейського фізичного товариства за видатний внесок у фізику високих енергій. Нагородження проводиться з 1989 року раз на два роки на конференції Європейського фізичного товариства з фізики високих енергій (англ. Europhysics Conference on High-Energy Physics).

## Лауреати
| Рік  | Лауреат                                                   | Обґрунтування нагороди |
| ---- | --------------------------------------------------------- | --- |
| 1989 | Жорж Шарпак                                               | За розробку детекторів: багатодротових пропорційних камер, дрейфових камер та кількох інших газових детекторів, а також їх застосування в інших галузях Оригінальний текст (англ.) [«For the development of detectors: multiwire proportional chambers, drift chambers and several other gaseous detectors, and their applications in other fields»] Помилка: {{Lang}}: текст вже має курсивний шрифт (допомога) |
| 1991 | Нікола Кабіббо                                            | За теорію слабких взаємодій, що призводить до концепції змішування кварків Оригінальний текст (англ.) [«For the theory of weak interactions leading to the concept of quark mixing»] Помилка: {{Lang}}: текст вже має курсивний шрифт (допомога) |
| 1993 | Мартінус Велтман                                          | За роль масивних теорій Янга-Мілса для слабких взаємодій Оригінальний текст (англ.) [«For the role of massive Yang-Mills theories for weak interactions»] Помилка: {{Lang}}: текст вже має курсивний шрифт (допомога) |
| 1995 | Paul Söding Bjørn Wiik Günter Wolf Sau Lan Wu             | За перші докази триструменевих подій в e+e-зіткненнях у PETRA Оригінальний текст (англ.) [«For the first evidence for three-jet events in e+e- collisions at PETRA»] Помилка: {{Lang}}: текст вже має курсивний шрифт (допомога) |
| 1997 | Роберт Браут Франсуа Англер Пітер Хіггс                   | За те, що вперше сформулював самоузгоджену теорію заряджених масивних векторних бозонів, яка стала основою теорії електрослабкої взаємодії елементарних частинок Оригінальний текст (англ.) [«For formulating for the first time a self-consistent theory of charged massive vector bosons which became the foundation of the electroweak theory of elementary particles»] Помилка: {{Lang}}: текст вже має курсивний шрифт (допомога) |
| 1999 | Герард 'т Гофт                                            | За новаторський внесок у перенормування неабелевих калібрувальних теорій, включаючи непертурбативні аспекти цих теорій Оригінальний текст (англ.) [«For pioneering contributions to the renormalization of non-abelian gauge theories including the non-perturbative aspects of these theories»] Помилка: {{Lang}}: текст вже має курсивний шрифт (допомога) |
| 2001 | Дональд Перкінс                                           | За його видатний внесок у фізику нейтрино та за реалізацію використання нейтрино як інструменту для пояснення структури кварків у нуклоні Оригінальний текст (англ.) [«For his outstanding contributions to Neutrino Physics and for implementing the use of Neutrinos as a tool to elucidate the Quark Structure on the Nucleon»] Помилка: {{Lang}}: текст вже має курсивний шрифт (допомога) |
| 2003 | Девід Гросс Девід Політцер Френк Вільчек                  | За фундаментальний внесок у квантову хромодинаміку, теорію сильних взаємодій. Демонструючи, що теорія є асимптотично вільною, що зв’язки стають слабкими при великих передачах імпульсу, вони проклали шлях для демонстрування правильності теоріїОригінальний текст (англ.) [«For their fundamental contributions to Quantum chromodynamics, the theory of strong interactions. By demonstrating that the theory is asymptotically free, that the couplings become weak at large momentum transfers, they paved the way for showing that the theory is correct»] Помилка: {{Lang}}: текст вже має курсивний шрифт (допомога) |
| 2005 | Гайнріх Валь                                              | За його видатне керівництво складними експериментами з порушенням CP-інваріантності та спільноті NA 31, яка вперше показала пряме порушення CP-інваріантності у розпадах нейтральних K-мезонів Оригінальний текст (англ.) [«For his outstanding leadership of challenging experiments on CP Violation, and to the NA 31 Collaboration, which showed for the first time Direct CP Violation in the decays of neutral K mesons»] Помилка: {{Lang}}: текст вже має курсивний шрифт (допомога) |
| 2007 | Макото Кобаясі Тосіхіде Масукава                          | За пропозицію успішного механізму порушення CP-інваріантності в Стандартній моделі, що передбачає існування третього сімейства кварків Оригінальний текст (англ.) [«For the proposal of a successful mechanism for CP violation in the Standard Model, predicting the existence of a third family of quarks»] Помилка: {{Lang}}: текст вже має курсивний шрифт (допомога) |
| 2009 | Колаборація Gargamelle в CERN                             | За спостереження слабкої взаємодії нейтрального струму Оригінальний текст (англ.) [«For the observation of the weak neutral current interaction»] Помилка: {{Lang}}: текст вже має курсивний шрифт (допомога) |
| 2011 | Шелдон Лі Ґлешоу Джон Іліопулос Лучано Маяні              | За їхній вирішальний внесок у теорію аромату, яка наразі є частиною Стандартної теорії сильних і електрослабких взаємодій Оригінальний текст (англ.) [«For their crucial contribution to the theory of flavour, presently embedded in the Standard Theory of strong and electroweak interactions»] Помилка: {{Lang}}: текст вже має курсивний шрифт (допомога) |
| 2013 | Мішель Делла Негра Петер Джнні Теджиндер Вірді            | За новаторську та видатну лідерську роль у постановці експериментів з використанням детекторів ATLAS та CMS Оригінальний текст (англ.) [«For their pioneering and outstanding leadership rôles in the making of the ATLAS and CMS experiments»] Помилка: {{Lang}}: текст вже має курсивний шрифт (допомога) |
| 2015 | Джеймс Бйоркен                                            | За його передбачення скейлінгової поведінки в структурі протона, що привело до нового розуміння сильної взаємодії Оригінальний текст (англ.) [«For his prediction of scaling behaviour in the structure of the proton that led to a new understanding of the strong interaction»] Помилка: {{Lang}}: текст вже має курсивний шрифт (допомога) |
| 2015 | Гвідо Альтареллі Юрій Докшіцер Лев Ліпатов Джорджо Паризі | За розвиток ймовірнісного теоретико-польового підходу до динаміки кварків і глюонів, що дає можливість кількісного опису зіткнень за високих енергій за участю адронів Оригінальний текст (англ.) [«For developing a probabilistic field theory framework for the dynamics of quarks and gluons, enabling a quantitative understanding of high-energy collisions involving hadrons»] Помилка: {{Lang}}: текст вже має курсивний шрифт (допомога) |
| 2017 | Ерік Гейне Роберт Кланнер Ґерхард Лютц                    | За їхній піонерський внесок у розробку кремнієвих мікросмужкових детекторів, які зробили революцію у високоточному відстеженні та вертексуванні в експериментах з фізики високих енергій Оригінальний текст (англ.) [«For their pioneering contributions to the development of silicon microstrip detectors that revolutionised high-precision tracking and vertexing in high energy physics experiments»] Помилка: {{Lang}}: текст вже має курсивний шрифт (допомога) |